# William Smith (ämbetsman)
William Alfred Smith, född 21 februari 1881 i Trelleborg, död 23 oktober 1971,, var en svensk ämbetsman. Han var far till Harald Smith.
William Smith var son till kyrkoherden, filosofie doktor John Albrecht Smith. Efter mogenhetsexamen i Malmö 1899 trädde han samma år i Tullverkets tjänst som extraordinarie kammarskrivare vid tullkammaren i Malmö, där han 1908 befordrades till ordinarie kammarskrivare. Vid sidan av sin tjänst studerade han vid Lunds universitet, där han avlade filosofie kandidatexamen 1913. Han blev andre byråassistent vid Generaltullstyrelsen 1919 med placering å verkets tullbehandlings- och upplysningsbyrå i Stockholm. 1923 blev han byråinspektör med placering på personalbyrån, 1927 befordrades han till tulldirektörsassistent och var slutligen 1935–1946 tulldirektör vid tulldirektionen i Stockholm. Han blev filosofie hedersdoktor i Lund 1951. Smith innehade flera viktiga uppdrag, bland annat tjänstgjorde han i 1919 års tull- och traktatskommitté 1919–1922, var ledamot av Tullverkets tjänstgöringskommission 1922–1924 och tjänstgjorde som tullteknisk sakkunnig i 1928 års tullkommitté. 1917–1919 var han redaktör för tidskriften Notiser från tullverket. Han utgav skrifterna Garveriindustriernas produktionsförhållanden (Statens offentliga utredningar 1923:33), Den svenska skoindustrien (Statens offentliga utredningar 1925:3) och Äldre svenskt tullväsen (1934) samt Studier i svensk tulladministration (1, 1950). De båda sista är grundläggande historiska undersökningar baserade på primärmaterial. Smith var 1907–1918 verksam som musikrecensent i Sydsvenska Dagbladet Snällposten.